# 河北之战
河北之战，是辽圣宗趁北宋宋太宗驾崩，宋真宗即位的时候开展的大规模南侵，历时四个月。由于辽军大将耶律斜轸出征路上即去世，宋军方面的主将也并没有太多出众的人选，战役从一开始就没有以往雍熙北伐和太平兴国北伐的惨烈，但是仍旧给战火所及地区造成了极大的损伤。在辽军大举进攻的同时，宋军也从后方摸入了辽国境内。战役最终并没有明确分出胜负，辽军撤退，宋军收回失地。

## 战役背景
997年三月，宋太宗赵光义驾崩。
辽方在得知此消息后，于998年五月，祭祀木叶山，声称来年南伐北宋，但在同年十二月，辽军大将耶律休哥去世。

## 双方准备

### 辽
当年九月，辽军准备开赴战场，任命耶律隆庆为先锋，开始南伐。但是在军队还没开到战场的时候，跟随辽军一同出战的老将耶律斜轸病死途中。辽圣宗随即让韩德让暂时顶替了耶律斜轸的职务。

### 宋
999年七月，刚刚即位不久的宋真宗在得知辽军即将入境之后，派遣傅潜担任镇州、定州、高阳关的防守职务，富州刺史张昭允也一同前往。
999年九月，枢密都承旨王继英毛遂自荐，前往即将开战的前线慰问宋军将士。

## 战役经过

### 保州之战
傅潜派遣将领田绍斌、石普等人做先锋，驻扎在保州。999年九月，石普暗中和保州知州杨嗣商议后，决定从城中直接率兵出击。到了晚上，杨嗣和石普所部还没有回来，田绍斌觉得不太对劲，就率军前去支援。等田绍斌赶到的时候，发现石普和杨嗣的部队确实被辽军压制，已经度过了严凉河，损失严重，士气比较低落。田绍斌赶到后，两军合击辽军，阵斩两千余名辽军官兵，缴获战马五百匹。

### 狼山镇之战
999年十月，辽军将领萧继远率部攻克了宋军位于狼山镇的石砦。战斗中，辽军将领耶律铎轸在自己的铠甲之外披了一层红披风，在这种很显眼的装扮下杀入宋军阵中，斩杀大量宋军。

### 宋真宗亲征
999年十一月，宋真宗以北部边境战事吃紧为由，决定于十二月前往河北督战。为了这次亲征，宋真宗挑选了宣徽北院使周莹、邕州观察使刘知信、内侍都知杨永遵、保平节度使石保吉、磁州防御使康廷翰、洺州团练使上官正作为自己的亲征部队的军官，同时还任命了留守在京城内的官员。
十二月，宋真宗一行出发，并于十天之后抵达大名府。这一行人于大名府列阵，宋真宗位于中军，将领王显、宋湜率军后阵，整个军阵东西长达数十里。
在此之后，府州方面传来消息，宋军从府州深入辽方领土五合川，攻陷辽军黄太尉寨，全歼驻守辽军并焚毁了辽军军营，缴获牛马上万。

## 战役后续
这场战役双方不分胜负，辽圣宗于1000年正月撤军并返回幽州，奖赏了在这次战役中有功的官兵们。而在宋真宗还朝的路上，得知了益州兵变的事情，于是紧急派遣了部队前往四川平乱。